# Гачас
Га́час (исп. gachas, от исп. gacha — «каша») — блюдо, популярное в центральной и южной Испании. Основные ингредиенты блюда — это мука, вода, оливковое масло, чеснок, паприка и соль. Похожее блюдо из хлебной крошки — мигас.

## Происхождение
Происхождение гачаса связано с традиционной кухней жителей Пиренейского полуострова. Гачас — это повседневное блюдо, составляющее значительную часть рациона. Консистенция гачаса различается: гачас может быть похожим как на суп, так и на пирог с корочкой. В разных областях Испании и в разных семьях блюдо готовят по-разному.
Гачас считается «сельским блюдом», пищей пастухов и фермеров. Также известно, что блюдо было популярно у кале. В течение XX века гачас становился менее популярным: его вытесняли рис и картофель. Однако во время гражданской войны в Испании блюдо стали готовить чаще. Гачас, приготовленный в то время, назывался gachas de los años difíciles (гачас трудных лет). Некоторые современные повара считают, что можно приготовить гачас так, чтобы его считали не «грубым» блюдом, а изысканным.
Гачас часто подается с солёным или свежим беконом, пе́ченью, чоризо, салями, кровяной колбасой.

### Андалусия
Андалузский гачас (с исп. — «gachas andaluzas») готовится из пшеничной муки. Ломтики чеснока обжаривают в оливковом масле до золотистого цвета. Затем на плиту высыпают муку, хорошо перемешивают получившуюся смесь ложкой. Это делают до тех пор, пока не заметят, что мука поджарилась. После этого постепенно добавляют воду, смесь перемешивают с ней. По вкусу добавляют соль. Считается, что гачас готов, когда он «пахнет, как готовое блюдо».
В Андалузии также популярен сладкий гачас, гачас с паприкой или шафраном. В другом варианте гачаса используется кровь животных, печень и субпродукты. Изредка добавляют жареный лук и сухарики. В регионах Андалусии можно встретить и другие варианты гачаса.

### Кастилия-Ла-Манча
Gachas manchegas или gachas de almorta — вариант гачаса, популярный в Кастилье-Ла-Манче. Его готовят с использованием муки из посевной чины. В разных регионах Кастилии-Ла-Манчи готовят разные варианты гачаса. Обычно блюдо едят в холодные зимние месяцы. Чтобы съесть блюдо, используют ложку или ломтик хлеба.
Блюдо обычно употребляют сразу после снятия с огня, при этом стараются не обжечь губы и язык.
Мука из посевной чины не встречается практически нигде, кроме Кастилии-Ла-Манчи. При этом такую муку часто смешивают с пшеничной: без этого она крайне ядовита.
Gachas serranas — вариант блюда, популярный в Куэнке. Обычно подаётся с грибами и картофелем. Иногда в блюдо добавляется свиная маринованная печень (во время приготовления её добавляют одновременно с водой). Другие возможные ингредиенты — горячий перец чили или небольшие маринованные огурцы.
Gachas murcianas — гачас, популярный в Мурсии. Этот гачас — разновидность gachas manchegas с тмином, чёрным перцем и гвоздикой.

### Валенсия и Арагон
В Адемусе популярен гачас из кукурузной муки, готовят его и в районе Ринкон-де-Адемус. Такой гачас обычно подают со свининой или треской, а также с помидорами и улитками. Блюдо — часть традиционной кухни региона. Также здесь едят гачас с мукой из посевной чины. В Лос-Пуэртос есть блюдо, аналогичное гачасу. Его называют «фарро» (с исп. — «Farro»).
В Арагоне это блюдо также иногда называют гачасом, но чаще при слове «гачас» упоминают другое блюдо, известное как farinetas. Для приготовления farinetas кусочки бекона жарят на оливковом масле. Когда появляется жир, их снимают. Затем в ту же сковороду добавляют воду и мелкую кукурузную муку, смесь перемешивают. Ингредиенты используются в следующих пропорциях (числа — приблизительные):
- 250 г муки
- 150 г бекона
- 1 литр воды
- три большие ложки оливкового масла
- чайная ложка соли

## Сладкий гачас
В Андалусии иногда готовят gachas dulces (сладкий гачас), его подают на десерт. Как и в обычном гачасе, используют оливковое масло, муку и воду, но вместо чеснока и соли добавляют сахар. Вместо воды могут использовать молоко. В сладкий гачас добавляют мед, ваниль, апельсиновую цедру и корицу. Также можно встретить сладкий гачас с изюмом, миндалем или сухариками.
Gachas extremeñas — это десерт, популярный в Эстремадуре. Он приправлен анисом (Pimpinella anisum). Во время приготовления к смеси добавляют панировочные сухари.